# Estació de Passeig de Gràcia
Passeig de Gràcia (antigament anomenada Aragón o Encreuament Aragó, L3, o Gran Via, L4) és un intercanviador metro-renfe situat sota el Passeig de Gràcia, entre la Gran Via de les Corts Catalanes i el Carrer Aragó, al districte de l'Eixample de Barcelona. És un punt de d'enllaç de les línies L2, L3 i L4 del Metro de Barcelona, de la línia R2 de rodalia i línies regionals: R11, R13, R14, R15, R16, R17 i Ca6.
L'any 2016, l'estació de Rodalies va registrar l'entrada de 6.448.000 passatgers i la del Metro va registrar-ne 9.854.140.

## Història

### Estació d'Adif
El baixador de Passeig de Gràcia es va construir l'any 1902, tot i que en aquell moment els trens circulaven a l'aire lliure a través d'una llarga trinxera per tot el carrer Aragó enllaçant les línies de Tarragona i Girona, fet que s'havia produït el 1882. Entre 1954 i 1959 es va cobrir l'estació. El 1990 es va remodelar el vestibul i els accessos. El 2014 es va fer l'estació accessible i es van renovar tant les andanes com el vestíbul.

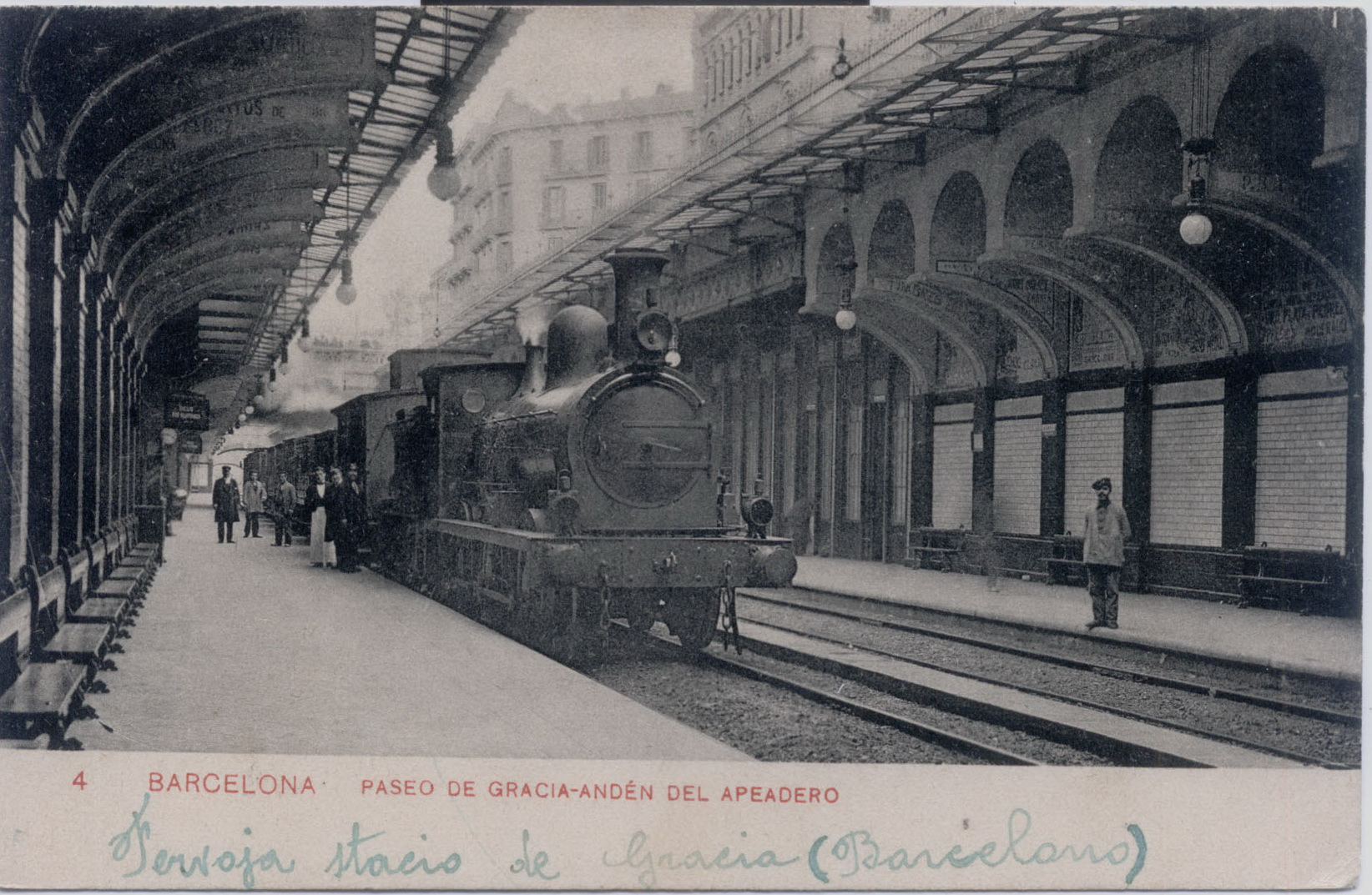
El baixador de Passeig de Gràcia entre el 1902 i el 1954.
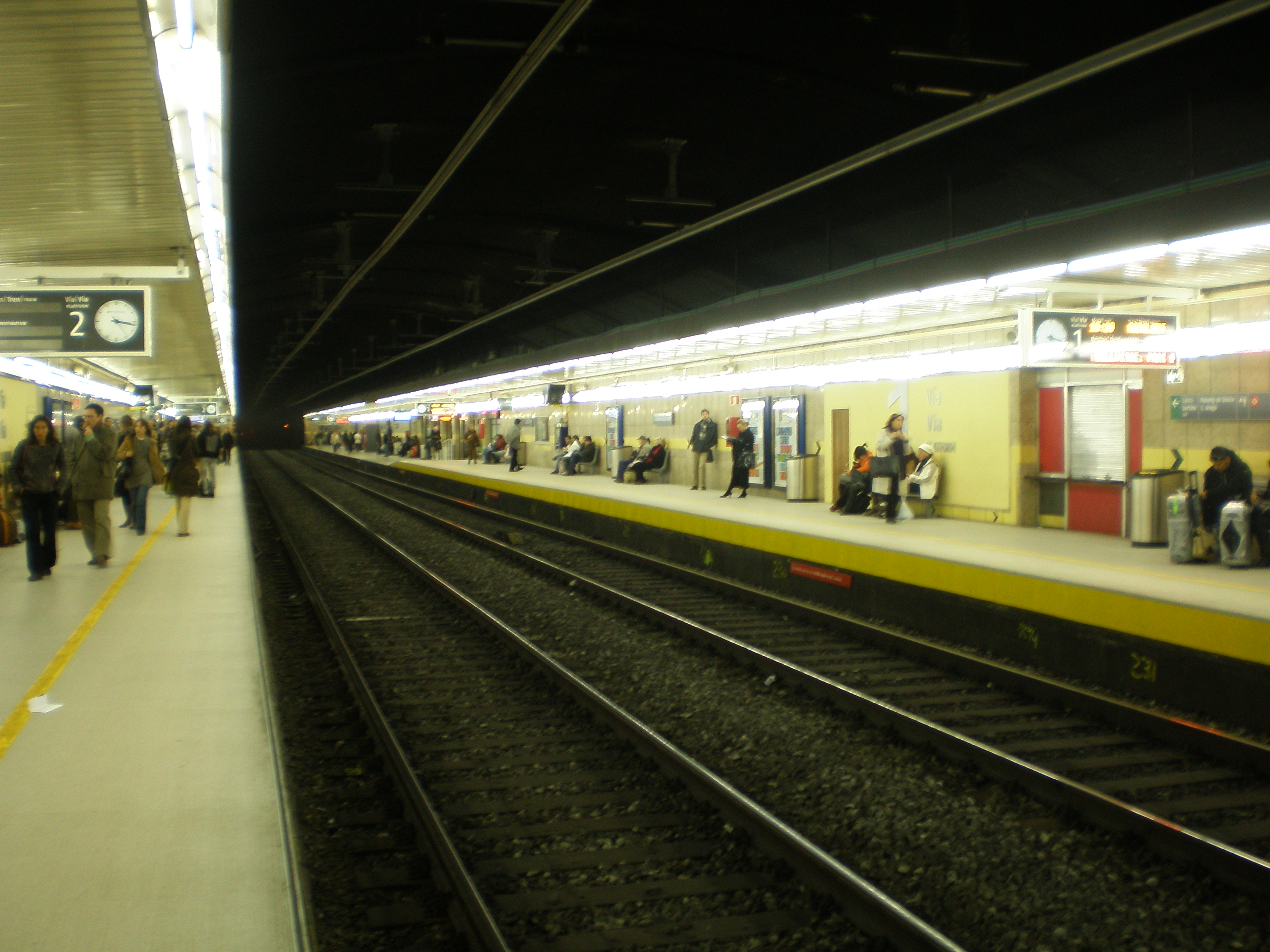
El baixador entre el 1990 i el 2014

### Estacions delMetro de Barcelona
La història de l'estació del metro es remunta al 1924, quan es va inaugurar la primera línia del Metro de Barcelona, el Gran Metro, la que actualment és la L3. L'estació es va obrir amb el nom de Aragón pel fet de situar-se prop de la intersecció del Passeig de Gràcia amb el carrer Aragó.
El 1926 es va obrir el ramal del Gran Metro que es dirigia cap a l'actual estació de Jaume I, primer tram de l'actual L4 que partia des de l'estació de Aragón com un ramal.
El 1972 es va tancar el ramal de la en aquells moments línia III i es va reobrir un any més tard com una nova línia separada amb noves andanes i canviant el nom de l'estació pel de Aragón-Gran Vía.
El 1982 amb la reorganització dels números de línies i canvis de nom d'estacions va adoptar el nom actual.
Finalment, el 1995 es va obrir l'estació de la L2 quedant la configuració de l'estació com està actualment.

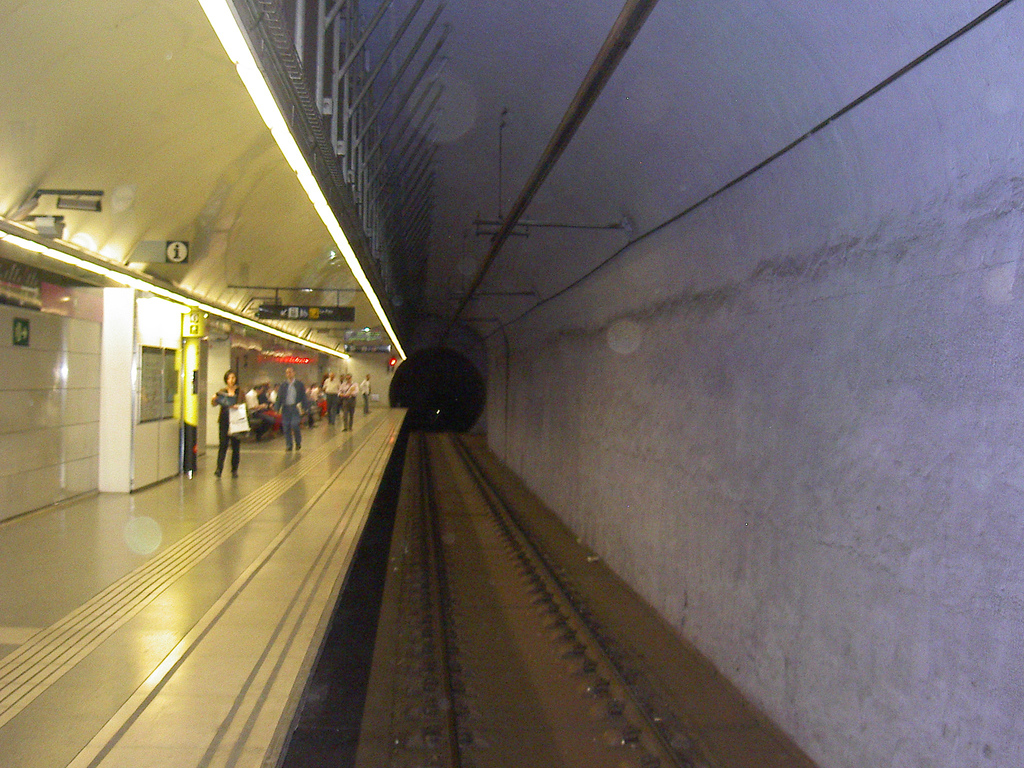
L'estació de metro de la L2
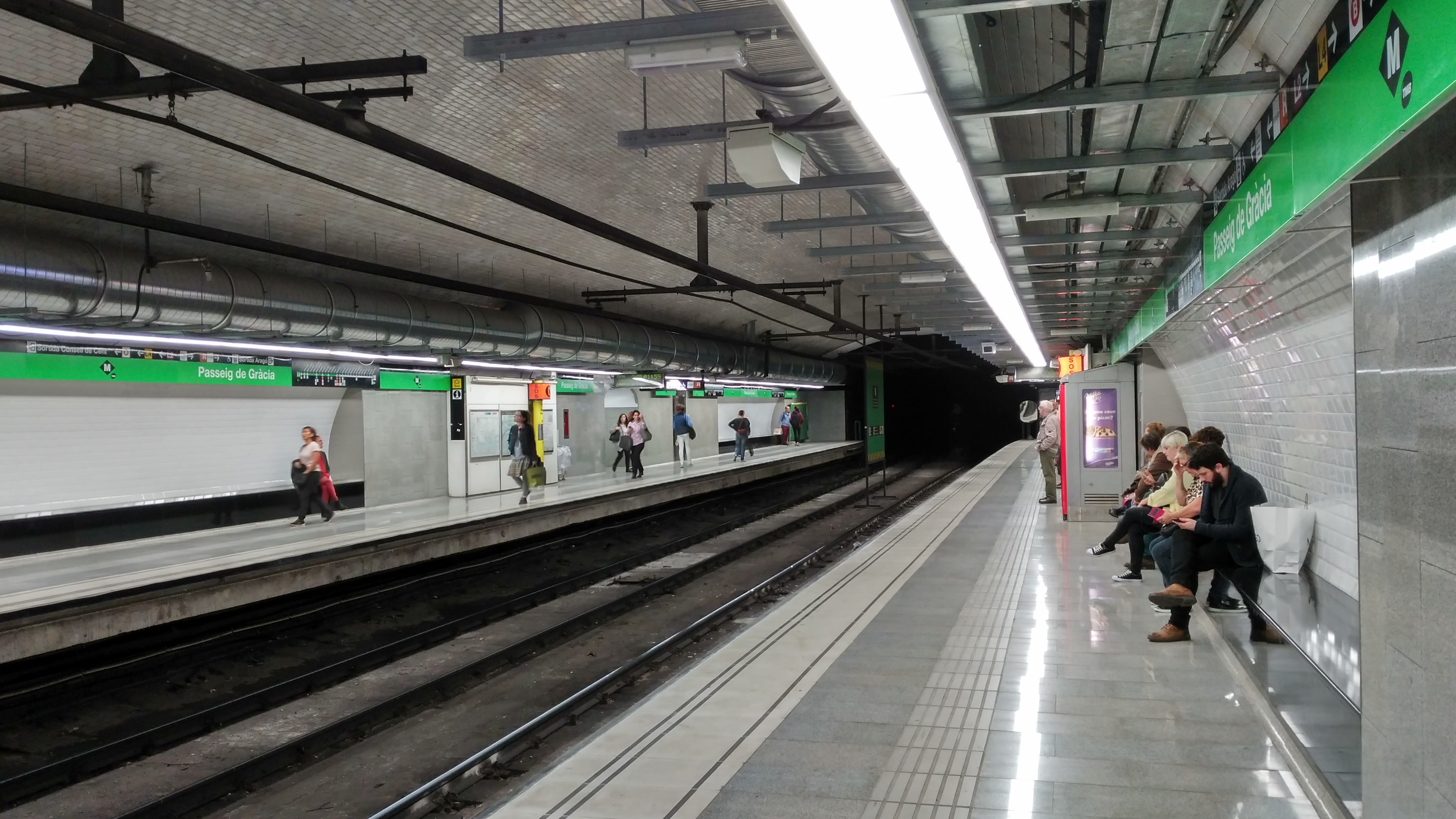
L'estació de metro de la L3
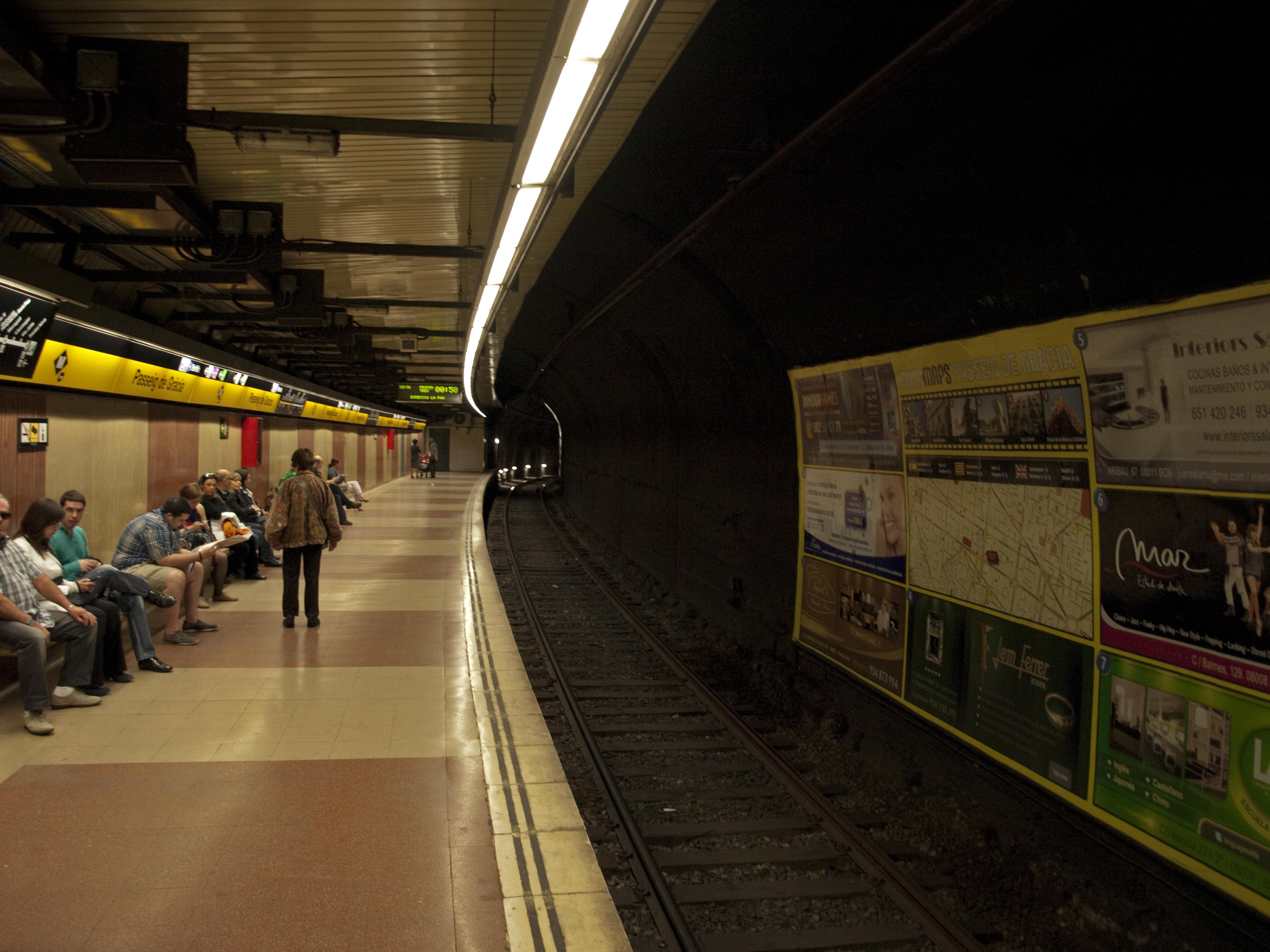
L'estació de metro de la L4

## Instal·lacions i Serveis ferroviaris

### Estacions del Metro
L'estació la podem diferenciar en dues parts diferents, la parada de la L3 situada al costat de l'estació d'Adif i a 250 metres de les estacions de les línies L2 i L4, que es troben a molt poca distància i a més comparteixen accessos.
La parada de la L3 està sota el passeig de Gràcia, entre els carrers Consell de Cent i Aragó i té un vestíbul a cada extrem. Del de Consell de Cent surt un llarg passadís de 250 metres que enllaça amb les estacions de les línies L2 i L4. Del d'Aragó es pot enllaçar directament amb el vestíbul de l'estació d'Adif de Barcelona-Passeig de Gràcia.
La parada de la L4 està situada sota el passeig de Gràcia, entre la Gran Via i el carrer Diputació i disposa d'un sol vestíbul situat a la part sud de l'estació. Aquest vestíbul té un accés des de Gran Via, cantonada amb Passeig de Gràcia. A més comparteix aquest accés amb la L2.
Finalment, la parada de la L2 està sota la Gran Via a la cruïlla amb passeig de Gràcia. L'estació disposa de dos accessos, un per Gran Via amb Rambla Catalunya i un altre per Gran Via amb Pau Claris, compartit amb la L4.
| Metro de Barcelona     |             |                                              |            |                        |
| Procedència/Destinació | <           | Línia                                        | >          | Procedència/Destinació |
| Paral·lel              | Universitat | Logotip de la Línia 2 del metro de Barcelona | Tetuan     | Badalona Pompeu Fabra  |
| Zona Universitària     | Catalunya   | L3                                           | Diagonal   | Trinitat Nova          |
| Trinitat Nova          | Girona      | L4                                           | Urquinaona | La Pau                 |

### Estació d'Adif
L'estació actual de Passeig de Gràcia disposa de quatre accessos des del carrer, un a cada cruïlla del Passeig de Gràcia amb el carrer Aragó. Tots aquests conflueixen en un vestíbul que també disposa d'accés directe a la línia L3 del metro de Barcelona. El vestíbul de l'estació disposa de finestretes, màquines de venda automàtica de bitllets i quiosc. Per un nivell inferior circulen els trens, format per dues vies amb andanes laterals que disposen de bar-cafeteria cadascuna d'elles. L'accés al nivell inferior des del vestíbul, es realitza a través d'escales fixes. A més, l'accés a la via 2 té un accés directe des del passadís d'enllaç amb el metro.
A la cruïlla amb el carrer Pau Claris hi ha un altre vestíbul de dimensions reduïdes amb dos accessos des del carrer. L'enllaç amb les dues andanes es realitza a través d'escalinates, si bé de cada andana hi ha una escala mecànica de sortida que puja fins al nivell carrer directament. A Roger de Llúria hi ha una sortida d'emergència de l'estació, una per a cadascuna de les andanes.
| Procedència/Destinació                      | <               | Línia | >                           | Procedència/Destinació                          |
| ------------------------------------------- | --------------- | ----- | --------------------------- | ----------------------------------------------- |
| Rodalia de Barcelona                        |                 |       |                             |                                                 |
| Castelldefels                               | Sants           |       | El Clot-Aragó               | Granollers Centre                               |
| Aeroport Sants                              | Sants           |       | El Clot-Aragó               | Sant Celoni Maçanet-Massanes                    |
| Sant Vicenç de Calders Vilanova i la Geltrú | Sants           |       | Estació de França           | Estació de França                               |
| Serveis regionals de Rodalies de Catalunya  |                 |       |                             |                                                 |
| Barcelona-Sants                             | Barcelona-Sants |       | Barcelona-El Clot-Aragó     | Girona Figueres Portbou / Cervera de la Marenda |
| Lleida-Pirineus                             | Barcelona-Sants |       | Barcelona-Estació de França | Barcelona-Estació de França                     |
| Reus Móra la Nova Flix Riba-roja d'Ebre     | Barcelona-Sants |       | Barcelona-Estació de França | Barcelona-Estació de França                     |
| Tortosa Vinaròs València-Nord               | Barcelona-Sants |       | Barcelona-Estació de França | Barcelona-Estació de França                     |
| Port Aventura                               | Barcelona-Sants |       | Barcelona-Estació de França | Barcelona-Estació de França                     |
| Casp Saragossa-Delicias                     | Barcelona-Sants |       | Barcelona-Estació de França | Barcelona-Estació de França                     |

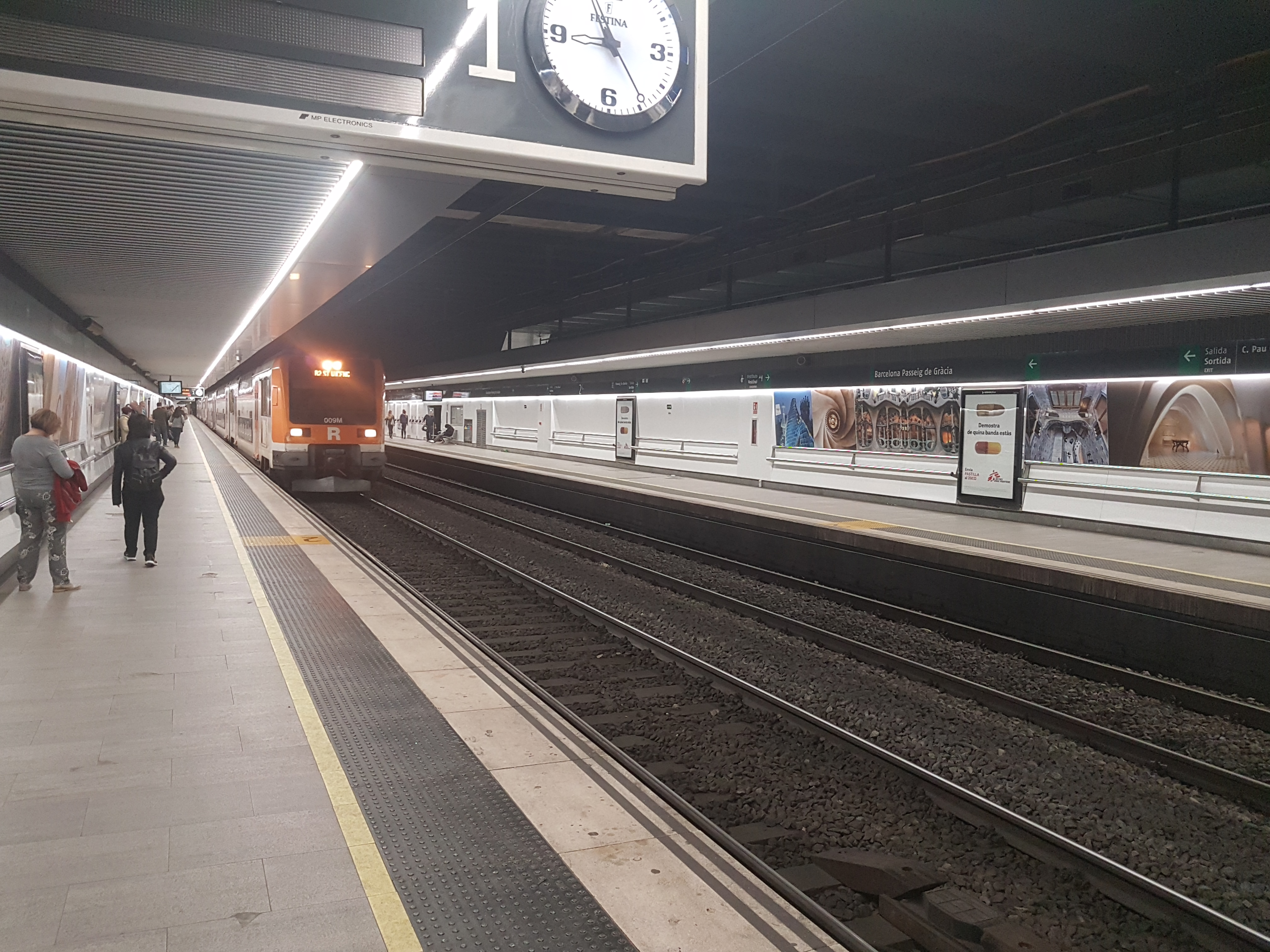
Tren de la línia de rodalia R2 direcció Sant Vicenç de Calders

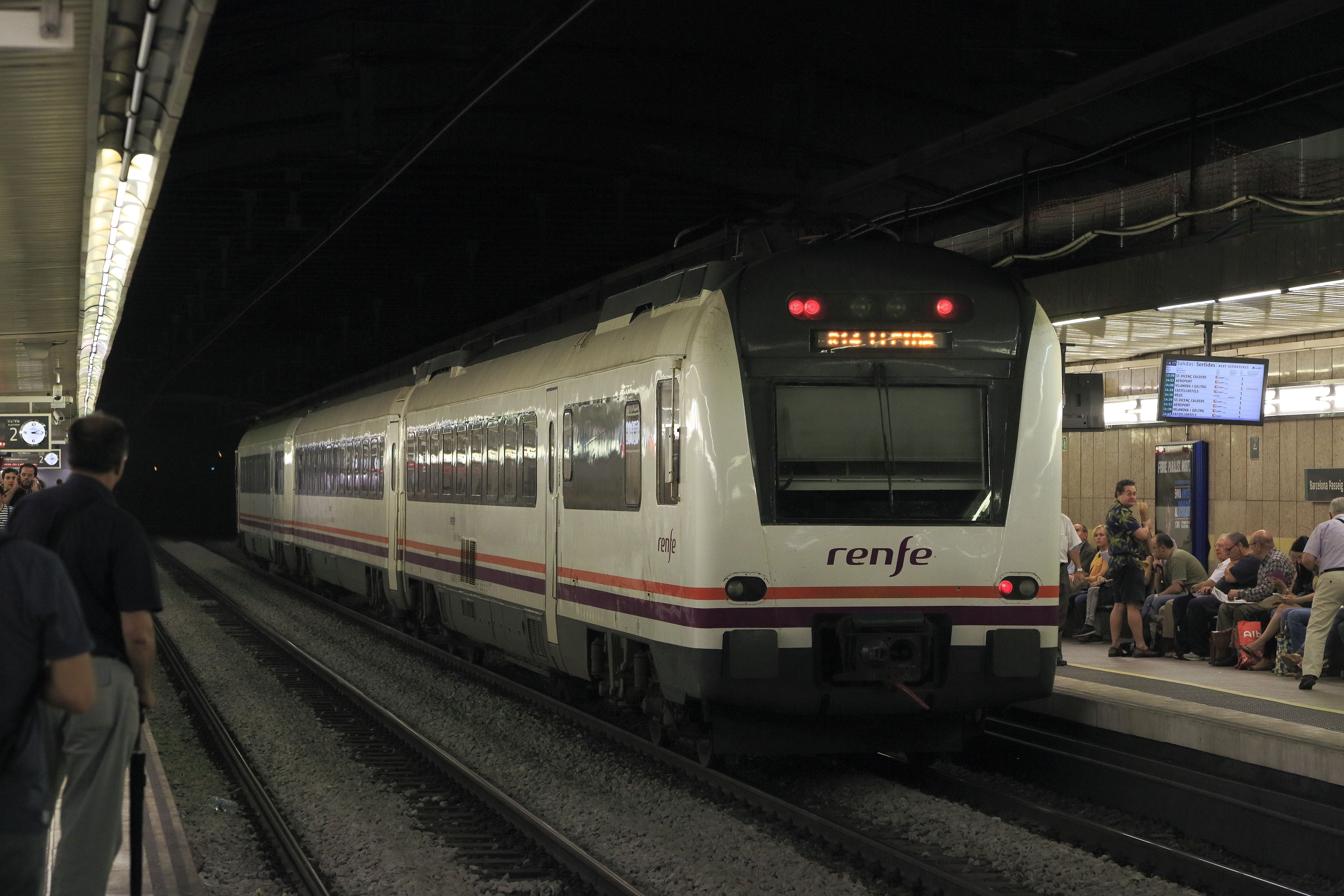
Tren de la línia regional R14 direcció Lleida

1. El recorregut de la R2 és provisional fins al 2011 fruit de les obres a Sant Andreu Comtal, per veure quins són els canvis que hi ha hagut vegeu R2 i R10. A més causa d'aquestes obres temporalment tots els trens de les línies R13, R14, R15, R16 i Ca6, finalitzen el seu recorregut a l'Estació de França.

## Accessos
- Gran Via C. C. - Rambla de Catalunya (L2)
- Gran Via C. C. - Pau Claris (L2-L4)
- Passeig de Gràcia - Gran Via C. C. (L4)
- Pg. de Gràcia - Carrer Consell de Cent (L3)
- Pg de Gràcia - Carrer d'Aragó [costat Pau Claris i C. de Cent] (L3 i Renfe)
- Pg de Gràcia - Carrer d'Aragó [costat Rambla Catalunya i C. de Cent] (L3 i Adif/Renfe)
- Pg. de Gràcia - Carrer d'Aragó [costat Pau Claris i València] (Adif/Renfe)
- Pg. de Gràcia - Carrer d'Aragó [costat Rambla Catalunya i València] (Adif/Renfe)
- Carrer de Pau Claris - Carrer d'Aragó [costat València] (Adif/Renfe)
- Carrer de Pau Claris - Carrer d'Aragó [costat C. de Cent] (Adif/Renfe)

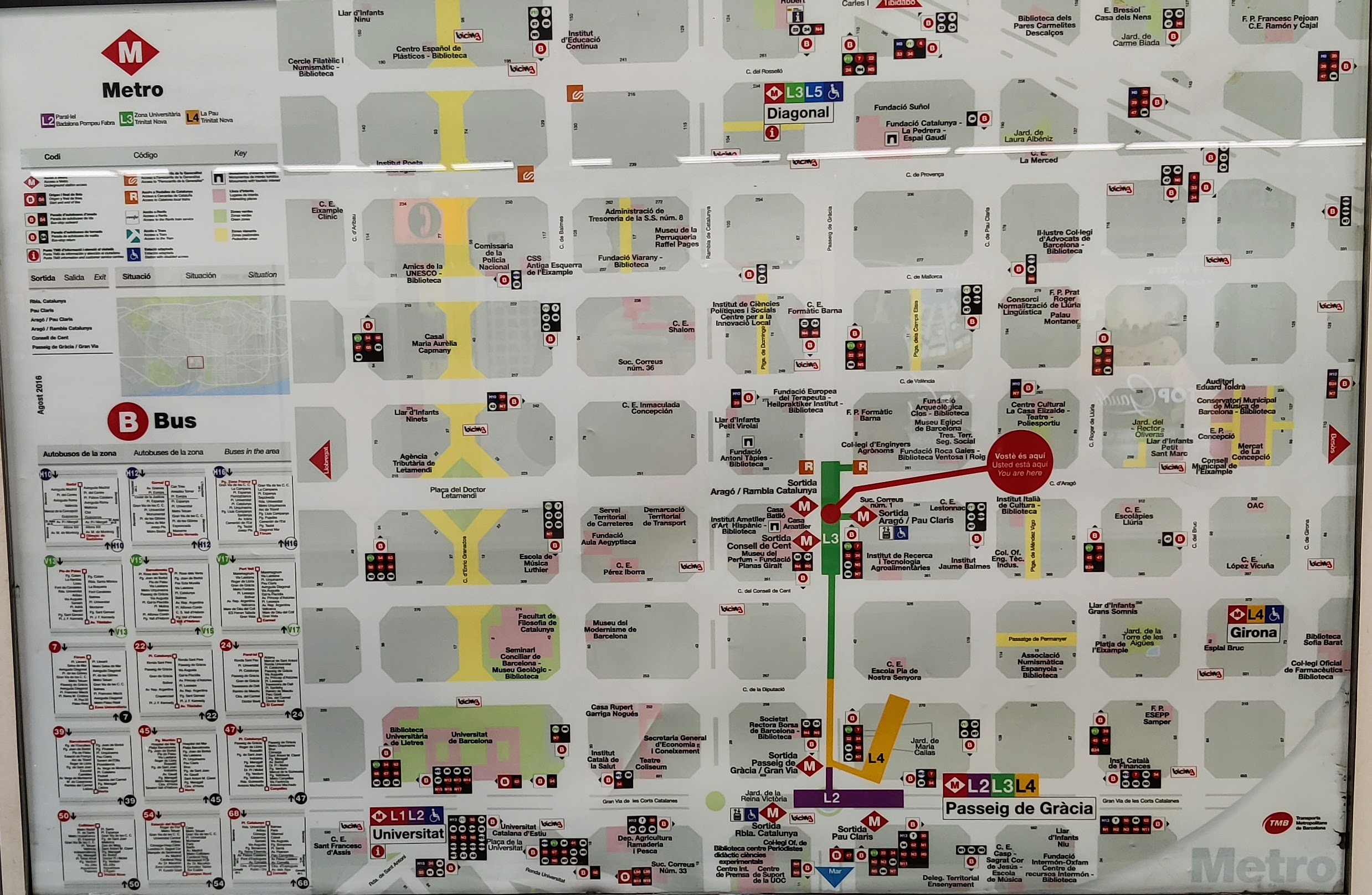
Plànol de l'estació de Metro.

- Carrer de Roger de Llúria - Carrer d'Aragó [costat Consell de Cent] (Adif/Renfe)

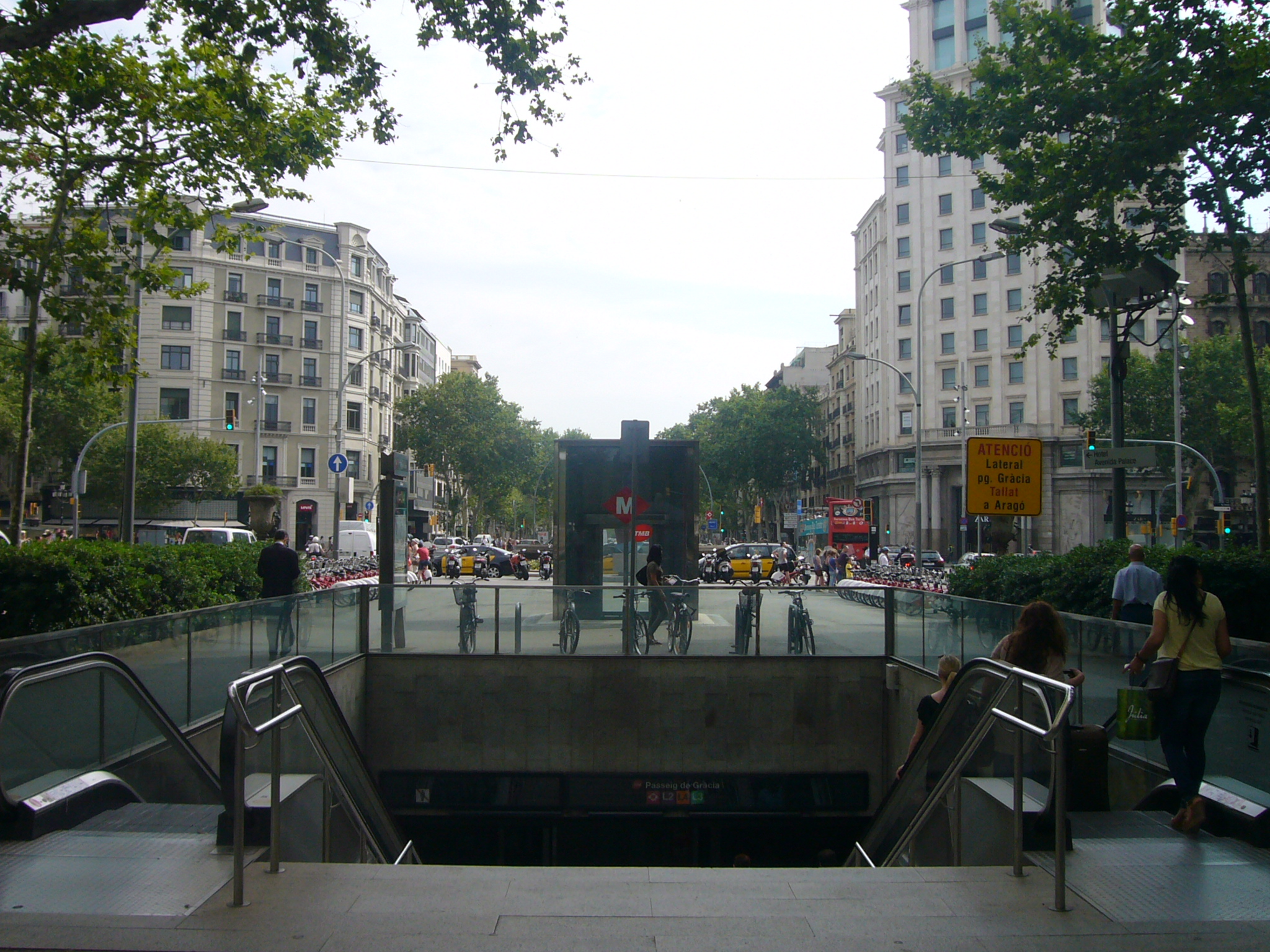
Un dels accesos a la Gran Via

- Plànol de l'estació de Metro.Carrer de Roger de Llúria - Carrer d'Aragó [costat València] (Adif/Renfe)